# The Unforgiven (película de 1960)
The Unforgiven —conocida en español con los títulos de Lo que no se perdona y Los que no perdonan— es una película del oeste estadounidense de 1960 rodada en Durango (México). Fue dirigida por John Huston e interpretada por Burt Lancaster, Audrey Hepburn, Audie Murphy, Charles Bickford y Lillian Gish. El guion está basado en una novela de Alan Le May.
La película pone de relieve la cuestión del racismo en el Viejo Oeste, tanto contra los nativos americanos como contra aquellas personas a las que se les atribuía sangre indígena. Un tema ciertamente inusual para la época en la que se rodó. La película también fue famosa por los problemas que hubo durante el rodaje. Huston a menudo citaba que esta había sido su película menos satisfactoria.

## Argumento
Un anciano, Abe Kelsey (Joseph Wiseman), afirma que un miembro de una próspera familia de la frontera, Rachel Zachary (Audrey Hepburn), es en realidad de raza india, y que fue adoptada en secreto cuando era niña. El verdadero hermano de Rachel y una banda de Kiowas regresan reclamándola, diciendo que ella es uno de los suyos y que fue raptada durante un asalto. Cuando la verdad es revelada por la matriarca, Mattilda Zachary (Lillian Gish), el resto de la comunidad de colonos da la espalda a la familia Zachary. Ben Zachary (Burt Lancaster), que está enamorado de Rachel, al igual que ella de él, trata de defender a la familia, pero su impulsivo hermano Cash (Audie Murphy) es incapaz de hacer frente al hecho de que su hermana sea una «piel-roja». Cash se va, pero vuelve para ayudarlos a luchar contra un ataque indio, en el que Rachel comete un acto violento con el que elige bando de una vez por todas.

## Producción
Aparte de la inusual elección de Audrey Hepburn para el papel de Rachel Zachary, la película es más notable por sus problemas detrás de las cámaras. La producción fue suspendida durante varios meses en 1959 después de que Audrey Hepburn se rompiese la espalda por una caída de caballo mientras ensayaba una escena. A pesar de que finalmente se recuperó, el accidente provocó un posterior aborto espontáneo. De acuerdo con varias biografías publicadas, Hepburn se culpó por el accidente y posteriormente repudió la película, a pesar de lo cual la completó cuando estuvo lo suficientemente bien como para volver a trabajar. Al concluir el rodaje, Audrey Hepburn se tomó un año de descanso para tener un hijo, y regresó a la pantalla en 1961 con Desayuno con diamantes.
Además, Huston estaba constantemente peleándose con Rick Height y su compañía, que financiaban la película, sobre la manera de rodarla. Height quería una película más comercial y menos polémica, mientras que Huston quería hacer una declaración sobre el racismo en Estados Unidos. El resultado final fue que ninguno de los dos obtuvo lo que quería.

## Reparto
- Burt Lancaster como Ben Zachary.
- Audrey Hepburn como Rachel Zachary.
- Audie Murphy como Cash Zachary.
- John Saxon como Johnny Portugal.
- Charles Bickford como Zeb Rawlins.
- Lillian Gish como Mattilda Zachary.
- Albert Salmi como Charlie Rawlins.
- Joseph Wiseman como Abe Kelsey.
- June Walker como Hagar Rawlins.
- Kipp Hamilton como Georgia Rawlins.
- Arnold Merritt como Jude Rawlins.
- Doug McClure como Andy Zachary.
- Carlos Rivas como Lost Bird.